# Берзіла
Берзіла (рум. Bărzila) — село у повіті Прахова в Румунії. Входить до складу комуни Пекурець.
Село розташоване на відстані 78 км на північ від Бухареста, 24 км на північний схід від Плоєшті, 71 км на південний схід від Брашова.

## Населення
За даними перепису населення 2002 року у селі проживали 477 осіб, усі — румуни. Усі жителі села рідною мовою назвали румунську.